# Ocean Drive

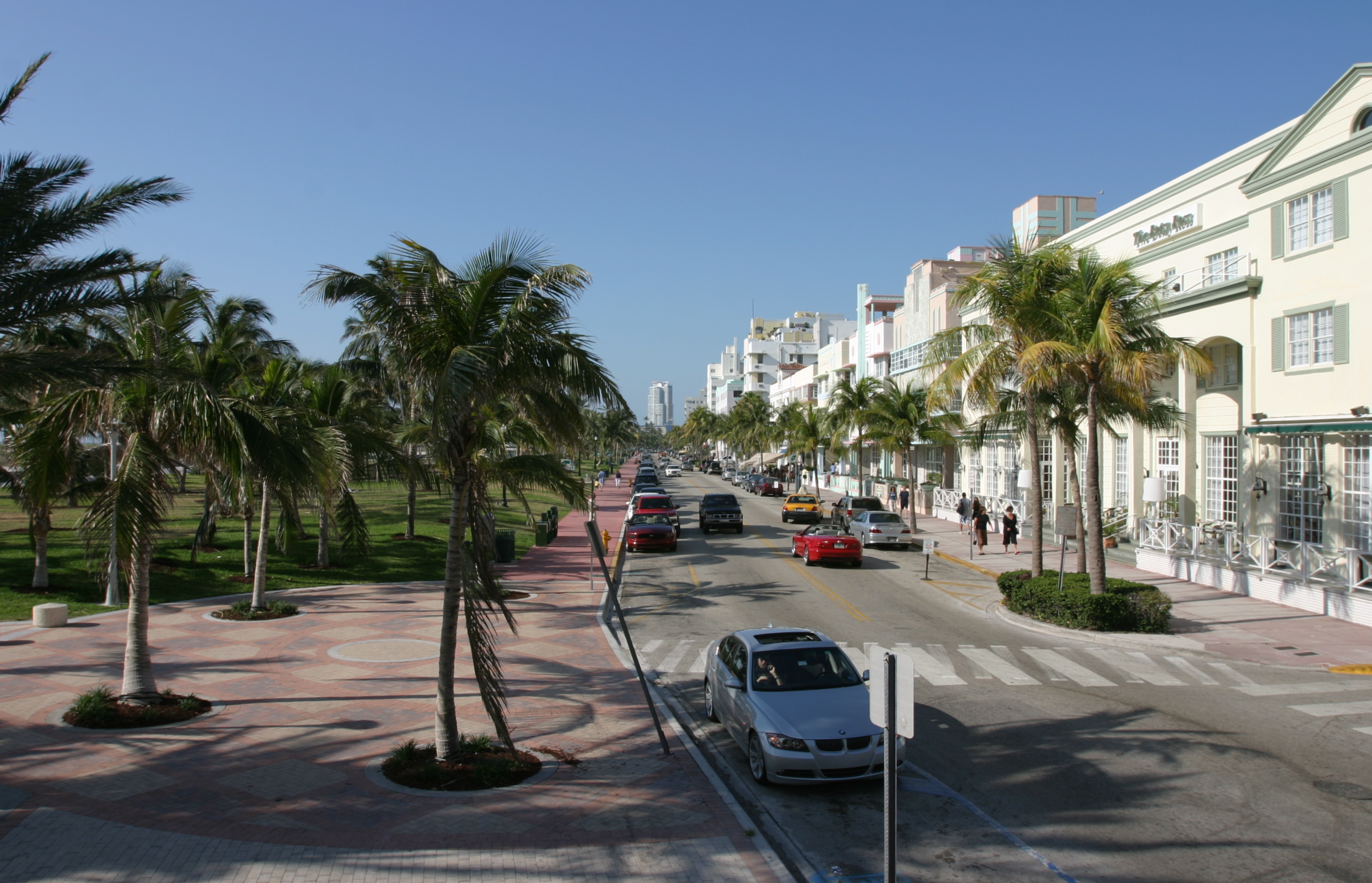
Ocean Drive

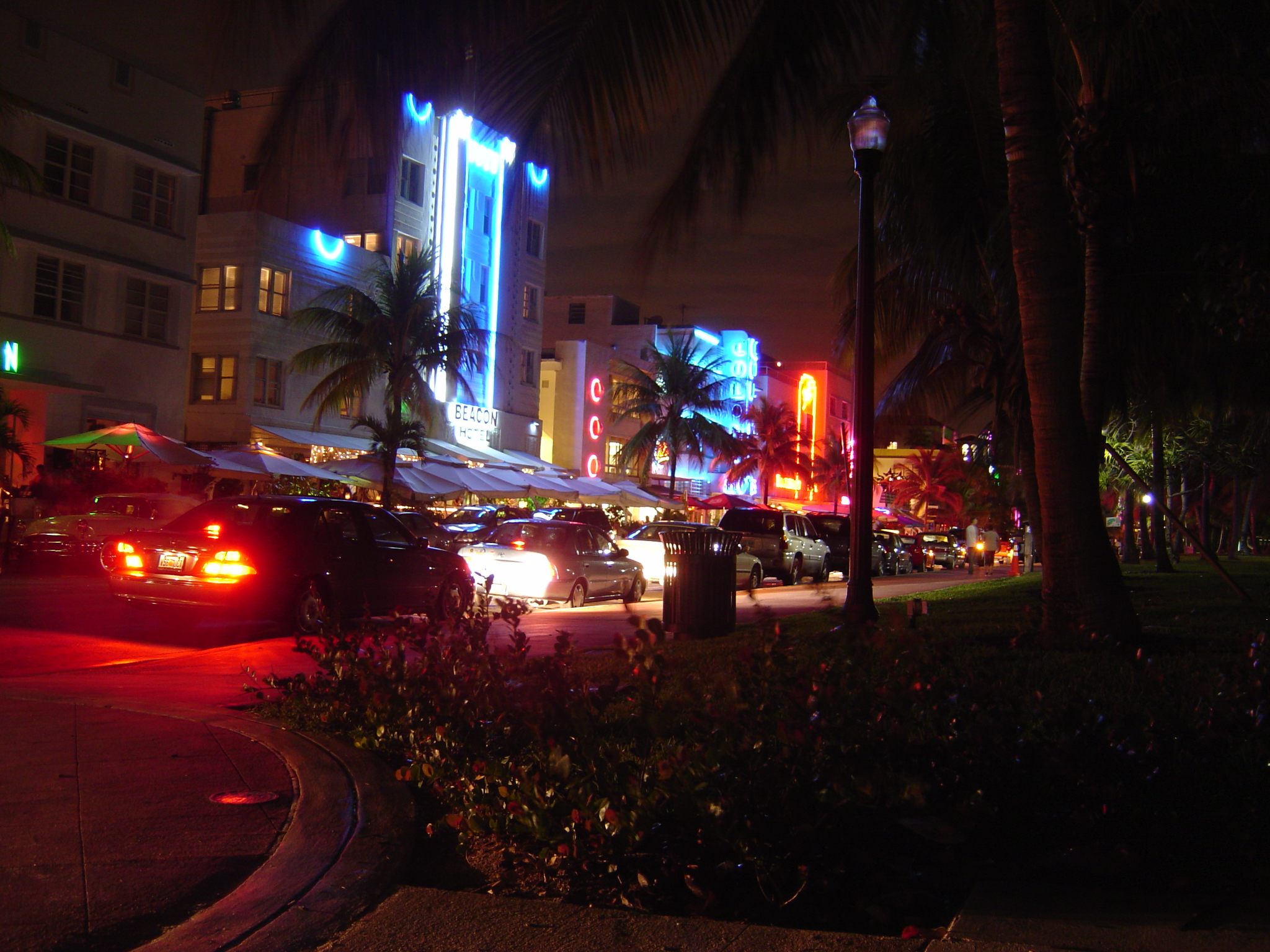
Ocean Drive bei Nacht

Der Ocean Drive ist eine Straße in South Beach, dem südlichen Teil der Stadt Miami Beach im US-Bundesstaat Florida. Der Ocean Drive ist bekannt für seine vielen Art-déco-Hotels, da die Straße im Herzen des Miami Beach Architectural District liegt, in dem sich 800 gut erhaltene Gebäude befinden. Der Stil der Stromlinien-Moderne entwickelte sich aus dem Art-déco-Stil und dominiert im Wesentlichen den Ocean Drive.
Besonders bekannt ist der Abschnitt zwischen der 5. und 14. Straße. Hier befindet sich auf der östlichen Seite vom Ocean Drive der Lummus-Park, der in den Sandstrand von Miami Beach übergeht.
Am 15. Juli 1997 wurde der bekannte Modeschöpfer Gianni Versace, als er von einem Zeitungseinkauf zurückkam, auf der Treppe vor seiner Villa „Casa Casuarina“ am Ocean Drive 1116 erschossen.